# Orchestre de la Société des Concerts du Conservatoire
L'Orchestre de la Société des Concerts du Conservatoire è stata un'orchestra sinfonica fondata a Parigi nel 1828 da François-Antoine Habeneck. Tenne il suo primo concerto il 9 marzo 1828 proponendo musiche di Beethoven, Rossini, Meifreid, Rode e Cherubini.

## Storia
Amministrata dall'associazione filarmonica del Conservatoire de Paris, l'orchestra era costituita dai professori del Conservatorio e dai loro allievi. Venne costituita da Habeneck come compagine d'avanguardia, con l'obiettivo di far conoscere ed eseguire le sinfonie di Beethoven, ma con il passar degli anni divenne più conservatrice nella scelta dei programmi.
Nella sua lunga esistenza ha acquisito e mantenuto l'insegnamento dell'esecuzione impartito al Conservatorio, preminente nella vita musicale francese. L'orchestra ha occupato il centro della scena della musica classica europea in Francia per tutto il XIX secolo e per la maggior parte del XX. Uno dei suoi principali tour degli Stati Uniti ha avuto luogo nel 1918, durante il quale diede concerti in 52 città. Nello stesso anno fece la prima delle sue molte registrazioni.
Nel 1967, alcune difficoltà finanziarie, insieme all'impiego irregolare dei musicisti ed alla loro scarsa retribuzione, portarono alla decisione del governo francese di formare una nuova orchestra. A seguito di audizioni presiedute da Charles Münch, vennero scelti 108 musicisti (di cui 50 sono provenienti dall'Orchestra del Conservatorio di Parigi) per la neo costituita Orchestre de Paris, che ha dato il suo primo concerto il 14 novembre 1967 al Théâtre des Champs-Élysées.
I direttori principali dell'orchestra sono stati:
- François-Antoine Habeneck 1828-1848
- Narcisse Girard 1848-1860
- Théophile Tilmant 1860-1863
- François George-Hainl 1863-1872
- Édouard Deldevez 1872-1885
- Jules Garcin 1885-1892
- Paul Taffanel 1892-1901
- Georges Marty 1901-1908
- André Messager 1908-1919
- Philippe Gaubert 1919-1938
- Charles Münch 1938-1946
- André Cluytens 1946-1960.

Dal 1960 al 1967, anno di scioglimento del complesso, non vi furono più dei direttori stabili.
Fra le prime esecuzioni date dall'orchestra hanno figurato la Symphonie fantastique di Hector Berlioz, il Concerto n.1 per violoncello di Camille Saint-Saëns e la Sinfonia in Re minore di Franck.